# Massiel Jiménez
Massiel Jiménez – dominikańska zapaśniczka walcząca w stylu wolnym. Zajęła trzynaste miejsce mistrzostw panamerykańskich w 2007. Brązowa medalistka igrzysk Ameryki Środkowej i Karaibów w 2006 roku.